# Даніель Гудфеллоу
Даніель «Ден» Ґудфеллоу (англ. Daniel (Dan) Goodfellow, 19 жовтня 1996) — британський стрибун у воду, олімпійський медаліст.

## Спортивна кар'єра
Ден Ґудфеллоу піднявся на чільне місце в 2013 році після перемоги з 10 метрової платформи на водному чемпіонаті Європи серед юніорів і бронзи в британському чемпіонаті зі стрибків.
При підготовці до Ігор Співдружності 2014 (Commonwealth Games in Glasgow) в Глазго, Ден отримав травму ліктя. Незабаром після цього, була травма нерва в плечі, внаслідок чого він переніс операцію напередодні Різдва 2014 року.
Повернення Дена до дії відбулось в Італії влітку 2015 року, де він виступив на 3 метровому трампліні. В січні 2016 року на британському Національному Кубку він  знову змагається на 10 метровому трампліні. Ден бере участь в індивідуальних змаганнях і здобуває бронзову медаль, а на 10 метровому трампліні в синхронному стрибку у парі з Томом Дейлі отримує золото.